# Pouillat
Pouillat är en kommun i departementet Ain i regionen Auvergne-Rhône-Alpes i östra Frankrike. Kommunen ligger  i kantonen Treffort-Cuisiat som ligger i arrondissementet Bourg-en-Bresse. Kommunens areal är 6,23 km². År 2022 hade Pouillat 79 invånare.

## Befolkningsutveckling
Antalet invånare i kommunen Pouillat
Referens: INSEE